# Ranunculus coreanus
Ranunculus coreanus är en ranunkelväxtart som beskrevs av Leveille. Ranunculus coreanus ingår i släktet ranunkler, och familjen ranunkelväxter. Inga underarter finns listade i Catalogue of Life.